# Rezerwat przyrody Viešvilė
Rezerwat przyrody Viešvilė (lit. Viešvilės valstybinis gamtinis rezervatas) – ścisły rezerwat przyrody o powierzchni ok. 3200 ha, utworzony w 1991 roku, położony w zachodniej części Litwy, w okręgu tauroskim, na granicy rejonów tauroskiego i jurborskiego.
W 1993 roku rezerwat został wpisany na listę obszarów wodno-błotnych o znaczeniu międzynarodowym konwencji ramsarskiej. Od 2004 roku stanowi ostoję ptaków IBA organizacji BirdLife International oraz jest częścią obszaru Natura 2000 Viešvilės aukštupio pelkynas (LTTAU0006) o powierzchni 5638,38 ha.

## Charakterystyka

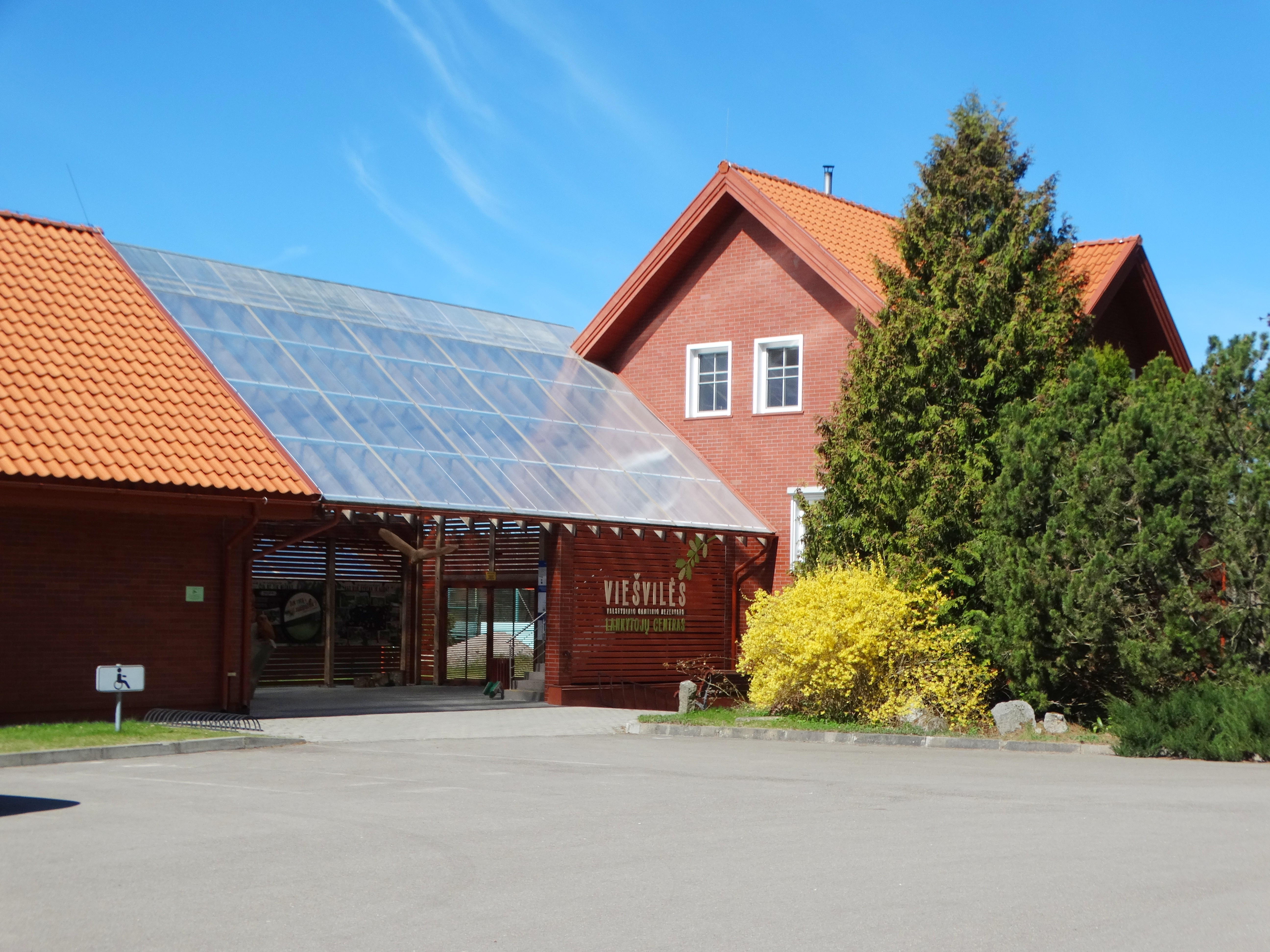
Siedziba dyrekcji rezerwatu w miejscowości Eičiai (2020)

Państwowy rezerwat przyrody Viešvilė obejmuje tereny podmokłe (bagna i torfowiska wysokie) położone na równinie aluwialnej w górnym biegu potoku Viešvilė (będącego dopływem Niemna) oraz otaczający je suchy bór sosnowy Karšuva porastający piaszczyste wydmy śródlądowe. Częściowo zalesione bagna Artoji (o powierzchni 1072 ha) i Glitis (o powierzchni 455 ha) zajmują ok. 60% obszaru rezerwatu. W jego części wschodniej znajduje się jezioro Glitis zajmujące obszar 19 ha, natomiast oś rezerwatu stanowi potok Viešvilė o długości 21,4 km, z czego przez teren rezerwatu przebiega jego 15-kilometrowy odcinek.
Na terenie rezerwatu Viešvilė występuje szereg objętych ochroną siedlisk wymienionych w Załączniku I dyrektywy siedliskowej, w tym siedliska priorytetowe zajmujące ponad 75% obszaru rezerwatu – bory i lasy bagienne (91D0*), bagienne liściaste lasy Fennoskandii (9080*), zachodnia tajga (9010*), torfowiska wysokie z roślinnością torfotwórczą (7110*) oraz łęgi wierzbowe, topolowe, olszowe i jesionowe (91E0*).
Współcześnie teren wykorzystywany jest w celach naukowo-badawczych, edukacyjnych oraz dla monitoringu środowiska, a także – w ograniczonym zakresie – w turystyce krajobrazowej. Do głównych zagrożeń dla rezerwatu zalicza się wysychanie i zarastanie obszarów podmokłych, wkraczanie gatunków inwazyjnych (np. jenotów azjatyckich i norek amerykańskich), kłusownictwo oraz wycinkę lasów na terenach sąsiadujących z rezerwatem.

### Fauna
Rezerwat Viešvilė jest miejscem cechującym się dużą różnorodnością biologiczną. Występuje tu 1110 gatunków grzybów, 1004 gatunki roślin i 3560 gatunki zwierząt. Wśród zwierząt dominują bezkręgowce (ok. 3350 gatunków), m.in. rzadkie chrząszcze – wynurt lśniący (Ceruchus chrysomelinus), ponurek Schneidera (Boros schneideri), zacnik czarny (Gnorimus variabilis) oraz kreślinek nizinny (Graphoderus bilineatus), motyle – czerwończyk nieparek (Lycaena dispar) i modraszek telejus (Phengaris teleius) oraz ważki – zalotka większa (Leucorrhinia pectoralis) i trzepla zielona (Ophiogomphus cecilia).
W rzekach i zbiornikach wodnych żyje 11 gatunków ryb, m.in. pstrągi (Salmo trutta), głowacze białopłetwe (Cottus gobio) i piskorze (Misgurnus fossilis), a także minogi strumieniowe (Lampetra planeri). Na terenie rezerwatu zaobserwowano występowanie 148 gatunków ptaków oraz 42 gatunków ssaków (w tym odpowiednio: 29 i 11 gatunków z litewskiej czerwonej księgi). W lasach żyją dzięcioły zielonosiwe (Picus canus), dzięcioły białogrzbiete (Dendrocopos leucotos), włochatki (Aegolius funereus), uszatki błotne (Asio flammeus), pustułki (Falco tinnunculus) i rybołowy (Pandion haliaetus), zaś na bagnach występują m.in. cietrzewie (Lyrurus tetrix) i żurawie (Grus grus). Rezerwat jest też ważnym obszarem lęgowym dla siewki złotej (Pluvialis apricaria). Od 2009 roku na jego terenie z powodzeniem realizowany jest program reintrodukcji głuszca (Tetrao urogallus).
Ssaki reprezentowane są przez zające bielaki (Lepus timidus), gronostaje (Mustela erminea), rysie (Lynx lynx), wilki (Canis lupus), łosie (Alces alces), jelenie (Cervus elaphus) i sarny (Capreolus capreolus).

### Flora
Na terenie rezerwatu zachowały się stanowiska wielu rzadkich gatunków roślin, do których należą m.in. żłobik koralowy (Corallorhiza trifida), lipiennik Loesela (Liparis loeselii), sasanka otwarta (Pulsatilla patens), skalnica torfowiskowa (Saxifraga hirculus) i haczykowiec błyszczący (Drepanocladus vernicosus) oraz wroniec widlasty (Huperzia selago), brzoza niska (Betula humilis), wyblin jednolistny (Malaxis monophyllos), kukułka krwista (Dactylorhiza incarnata) i kukułka plamista (D. maculata), mieczyk dachówkowaty (Gladiolus imbricatus), listera sercowata (Neottia cordata), bebłek błotny (Peplis portula) i wątlik błotny (Hammarbya paludosa).